# Ciclo troyano
El ciclo troyano es un conjunto de poemas datados en la época de la Grecia arcaica que narraban la sucesión de los acontecimientos de la leyenda de la guerra de Troya. Entre ellos se encuentran dos que han llegado hasta nuestros días, la Ilíada y la Odisea, atribuidos ambos a Homero, y otros, hoy perdidos y que solo se conocen por fragmentos o resúmenes realizados por autores antiguos. Existen resúmenes sobre el contenido de estos poemas perdidos en la Crestomatía, obra de Proclo, del cual se discute si debe identificarse con el gramático Eutiquio Proclo, del siglo II o con el filósofo neoplatónico Proclo, del siglo V. A veces se considera que el ciclo troyano era parte de otro grupo de poemas más numerosos denominado ciclo épico. Otras veces, sin embargo, se identifican ambos términos como sinónimos. Los poetas griegos a los que se ha atribuido la composición de estos poemas cíclicos son: Estasino de Chipre (Στασίνος), Arctino de Mileto, Eumelo de Corinto, Lesques de Lesbos, Agias de Trezén (Αγίας ο Τροιζήνιος), Pisandro de Camiros (Πείσανδρος), Eugamón de Cirene, etcétera.

## Datación
La mayoría de los estudiosos se inclina por aceptar los datos cronológicos aportados por autores de la Antigüedad acerca de la composición de estos poemas, que incluye fechas tempranas como son los siglos VIII y VII a. C. Sin embargo, hay algunos que prefieren fechar estas obras a fines del siglo VI a. C. o incluso en fechas posteriores, pese a que admiten que la tradición oral que originó estos poemas debió ser muy anterior.

## Obras

### Ciprias

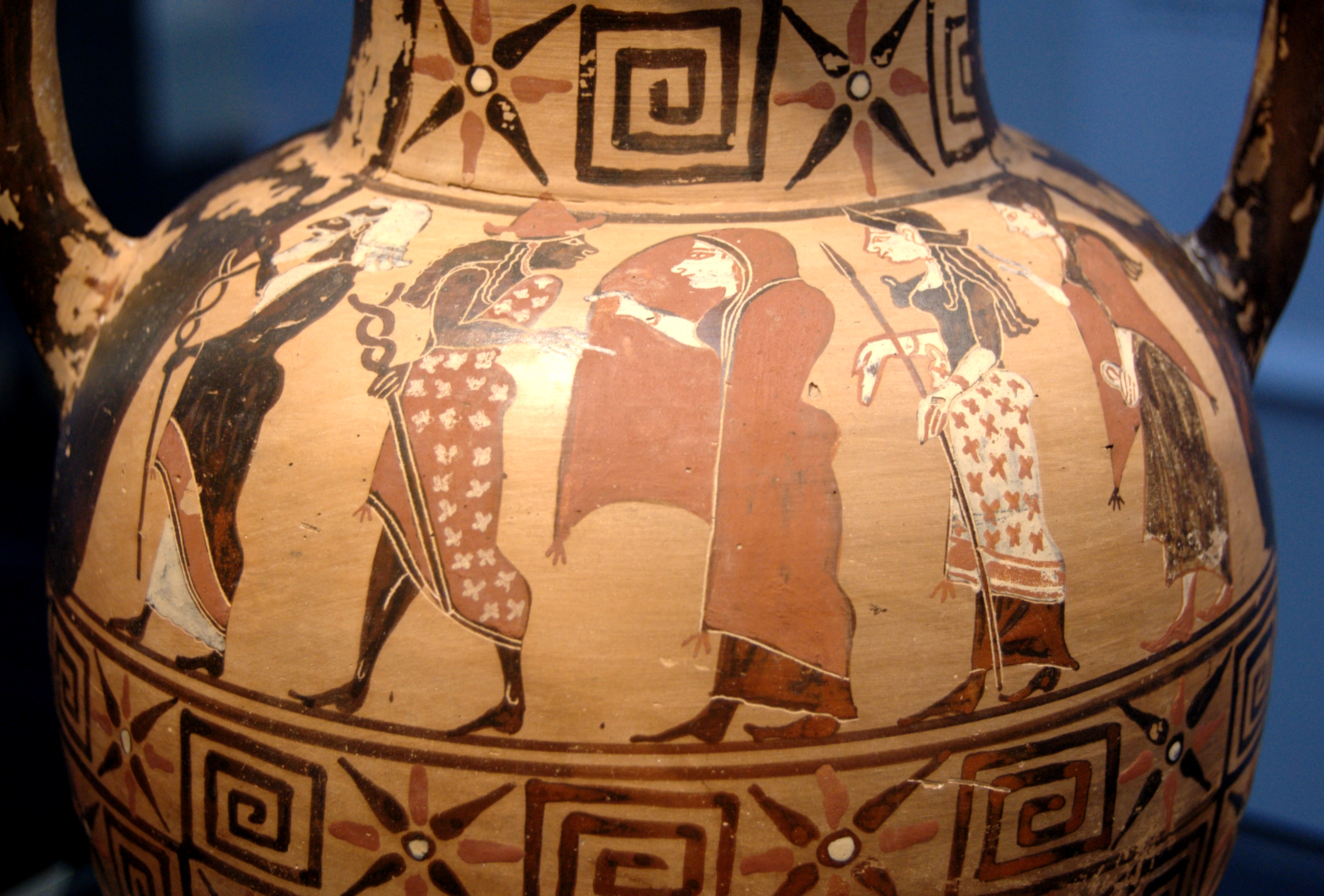
El Juicio de Paris representado en un ánfora etrusca de figuras negras. Hacia el 530 a. C. Staatliche Antikensammlungen, Múnich.

Las Ciprias o Cantos Ciprios comprendían once libros en hexámetros dactílicos. Es posible que el título de este poema aluda al lugar de procedencia de su autor, en cuyo caso habría sido compuesto por un autor de Chipre, pero también se ha sugerido que podría estar relacionado con Afrodita, diosa que, según la tradición, había nacido en Chipre y que habría tenido un importante protagonismo en el poema.
Suele considerarse que fue compuesto en la primera mitad del siglo VII a. C., pese a que hay autores que prefieren situarlo a fines del siglo VIII a. C. y otros a fines del siglo VI a. C.
La tradición dice que Homero se lo dio a su yerno Estasino de Chipre (Στασίνος) como parte de la dote de su hija (hay una alusión a esto en un fragmento de un poema de Píndaro). Otros mencionan como compilador a Hegesias de Salamina (Ἡγησίας); y otros, a Hegesino (Ἡγησίνους).
Argumento
En Las Ciprias, se narraban los orígenes del conflicto troyano y los nueve primeros años de guerra.
Empezaba con una deliberación entre Zeus y Temis acerca de la guerra de Troya. Continuaba con la aparición inesperada de Eris en la boda de la nereida Tetis con el mortal Peleo y el consiguiente juicio de Paris acerca de la belleza de Atenea, Hera, y Afrodita.
Afrodita gana este juicio de belleza tras prometer a Paris que conseguiría a Helena de Esparta. Paris, acompañado de Eneas, viaja a Lacedemonia, donde Afrodita provoca que Paris y Helena se unan. Después embarcan junto con gran cantidad de riquezas. La nave, sacudida por una tempestad enviada por Hera, llega primero a Sidón, y Paris se apodera de la ciudad. Desde allí vuelven a emprender la navegación y llegan a Troya, donde se celebra la boda de Paris y Helena.
También se relataba el enfrentamiento de Cástor y Pólux contra Idas y Linceo, tras lo cual Zeus concede a Cástor y Pólux la inmortalidad en días alternos.
Menelao, rey de Esparta y marido de Helena, delibera con su hermano Agamenón de Micenas y posteriormente con Néstor de Pilos acerca de la necesidad de reunir un ejército. Recorren Grecia y reúnen a los caudillos. Odiseo, rey de Ítaca, trata de evitar ser reclutado y se finge loco, pero Palamedes descubre la trampa y Odiseo se une al resto de la expedición.
La flota griega se reúne en el puerto de Áulide. El adivino Calcante interpreta augurios y luego zarpan, arribando por error a Teutrania, donde hieren a su rey Télefo, que posteriormente será curado por el mismo que lo hirió, Aquiles.
Reunida nuevamente la expedición en Áulide, no pueden zarpar a causa de las tempestades. Calcante conmina a Agamenón a sacrificar a su hija Ifigenia para apaciguar a la diosa de la caza, Ártemis. Esta se había ofendido porque Agamenón había matado una cierva consagrada diciendo que él era mejor arquero que la diosa. Finalmente, Ártemis impide el sacrificio y es a una corza a la que sacrifican en su lugar.
Por fin zarpan hacia Troya, pero Filoctetes es abandonado en Lemnos tras ser mordido por una serpiente. Tras llegar y desembarcar en Troya, Héctor mata a Protesilao y Aquiles mata a Cicno. Los aqueos exigen la devolución de Helena y su dote pero los troyanos se niegan.
Los aqueos saquean toda la región. Del botín obtenido, Aquiles toma como esclava a Briseida y Agamenón a Criseida. Palamedes muere a manos de Odiseo y Diomedes. Según el resumen de la Crestomatía la parte final del poema relataba el designio de Zeus de apartar a Aquiles de la contienda y el catálogo de los que combatieron contra los troyanos.

### Ilíada

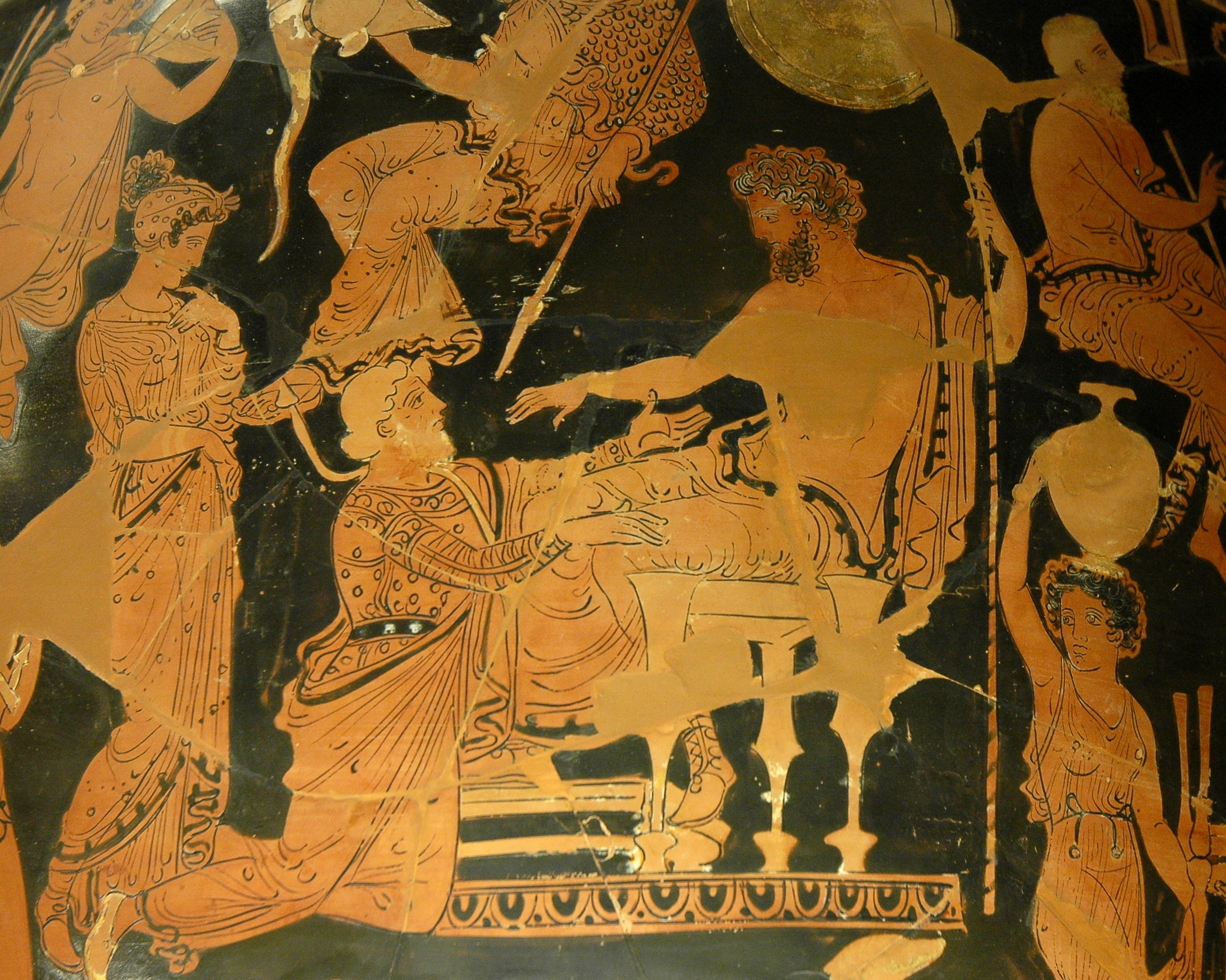
Crises ofrece a Agamenón un rescate por su hija Criseida, representado en una crátera de figuras rojas, ca. 360 a. C.–350 a. C. Museo del Louvre, París.

La Ilíada es el poema más antiguo que se ha conservado escrito de la literatura europea. Se atribuye tradicionalmente a Homero. Compuesta en hexámetros dactílicos, consta de 15.693 versos (divididos por los editores, ya en la antigüedad, en 24 cantos o rapsodias). Narra los acontecimientos ocurridos durante 51 días en el décimo y último año de la guerra de Troya. El título de la obra deriva del nombre griego de Troya: Ιlión.

### Etiópida

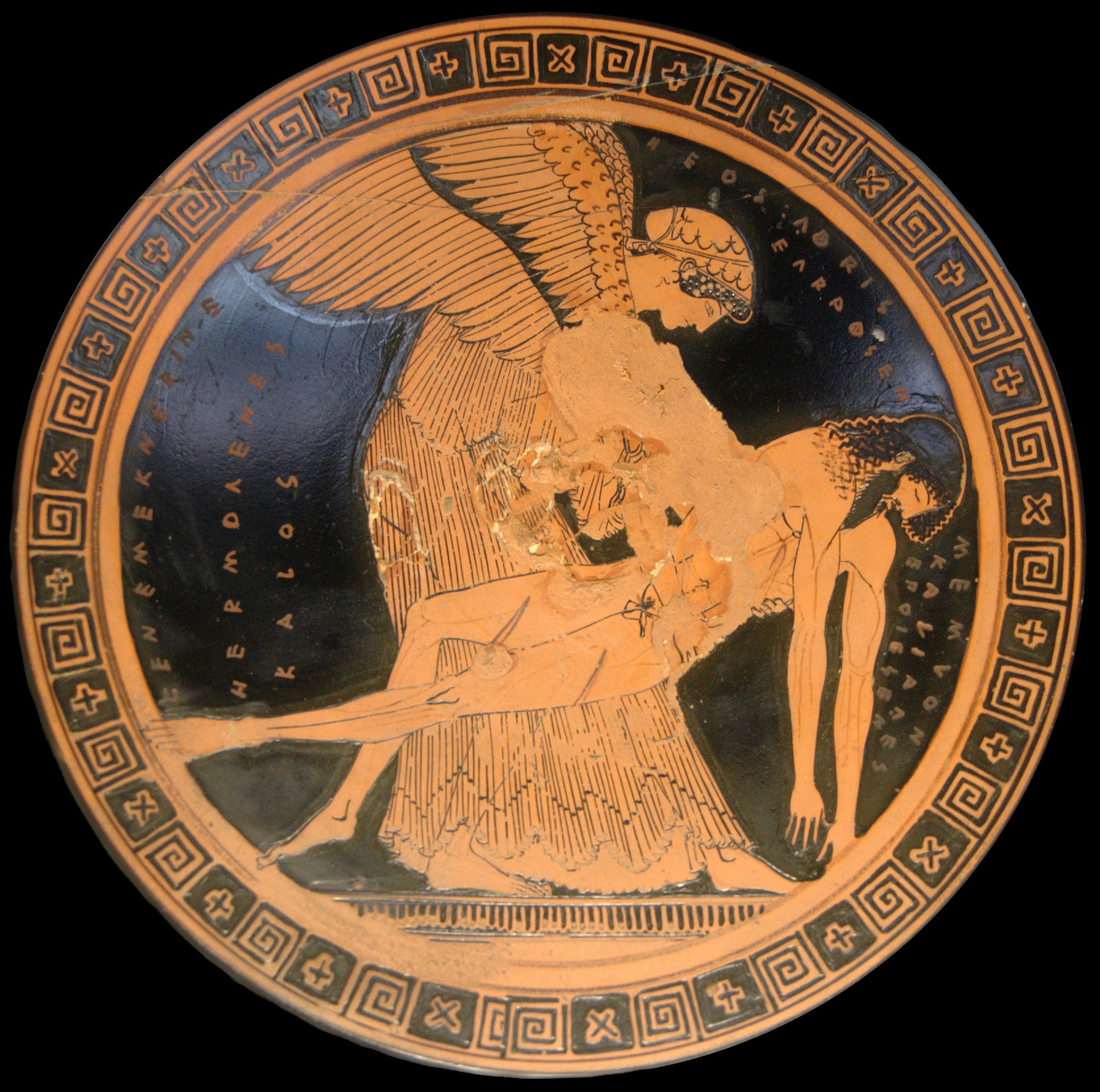
Eos sostiene a su hijo Memnón muerto, representado en una copa ática de figuras rojas, hacia 490-480 a. C. Museo del Louvre, París.

La Etiópida comprendía cinco libros en hexámetros dáctilos. La fecha tradicional en que se ha considerado que fue compuesta es a fines del siglo VIII a. C.
Se atribuye su compilación a Arctino de Mileto, pero referencias a uno de sus más importantes personajes (Pentesilea, reina de las Amazonas) datan del 600 a. C., sugiriendo una fecha más tardía.
Argumento
Empezaba narrando acontecimientos sucedidos poco después de la muerte de Héctor, con la llegada de la reina Pentesilea, hija de Ares, al frente de las amazonas en ayuda a los troyanos. Tiene momentos de gloria en la batalla pero Aquiles la mata.
El guerrero aqueo Tersites se burla luego de Aquiles acusándole de que se había enamorado de ella tras haberla matado, y Aquiles mata a Tersites. Luego ha de purificarse ritualmente en Lesbos por este crimen.
Más tarde llega otro aliado de Troya: Memnón el etíope, hijo de Eos, liderando las tropas de Etiopía y llevando una armadura hecha por el dios Hefesto.
Memnón mata en batalla a Antíloco, hijo de Néstor y amigo de Aquiles. Aquiles mata a Memnón y Zeus le hace inmortal a petición de su madre Eos.
Aquiles, rabioso, persigue a los troyanos hasta las mismas puertas de la ciudad, y ante la puerta Escea es muerto por Paris y Apolo. Áyax y Odiseo rescatan su cuerpo.
Se hace un funeral para Antíloco y otro para Aquiles, al que asiste su madre, la ninfa marina Tetis, acompañada por las musas. Se celebran juegos funerarios por Aquiles, en los que se ofrece como premio sus armas. Se las disputan Áyax y Odiseo.
Es dudoso si el juicio por las armas de Aquiles y el suicidio de Áyax se relataban en este poema o en la Pequeña Ilíada, o en ambos.

### Pequeña Ilíada

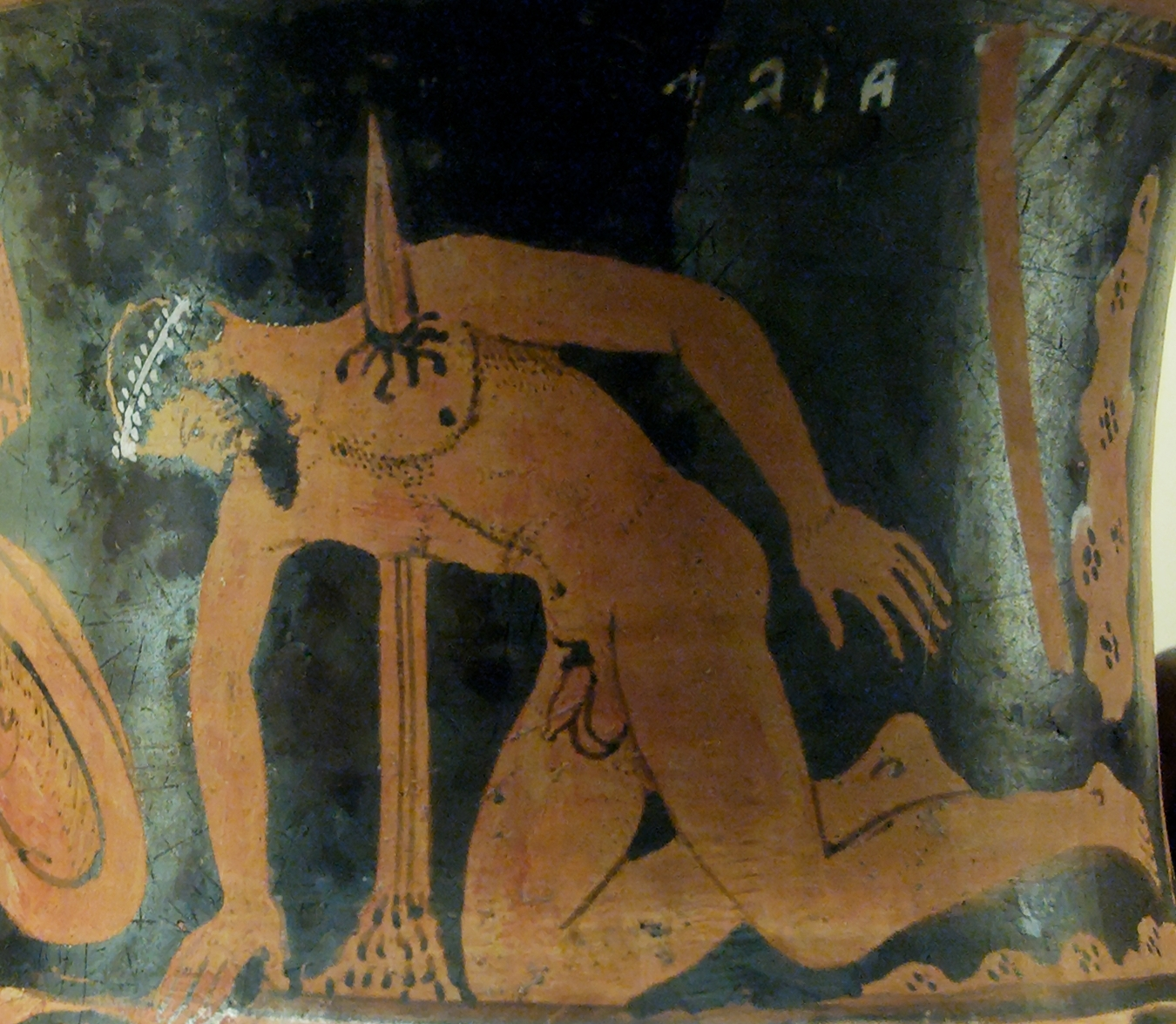
Suicidio de Áyax, representado en una cratera de figuras rojas, hacia 400–350 a. C., Museo británico, Londres.

La Pequeña Ilíada estaba compuesta por cuatro libros en hexámetros dáctilos. Se atribuye su compilación a Lesques de Pirra o de Mitilene, pese a que en la Antigüedad también había quien lo atribuía a Cinetón de Esparta, Diodoro Eritreo (Διόδωρος) u Homero. Tradicionalmente se data a fines del siglo VIII a. C. debido sobre todo a un testimonio de Clemente de Alejandría que fecha en la Olimpiada XVIII (708 a. C.) una competición entre Lesques y Arctino de Mileto.
Argumento
Empezaba con el juicio tras los juegos funerarios por Aquiles, para dirimir quién debe poseer las armas de Aquiles. Las gana Odiseo y Áyax enloquece y se suicida.
Seguía con el asedio a Troya. Héleno, adivino troyano que es capturado por Odiseo, profetiza acerca de la toma de Troya. Entre estos vaticinios figura que la toma de la ciudad solo será posible con ayuda de Filoctetes (el cual había sido abandonado en la isla de Lemnos). Diomedes, probablemente acompañado por algún otro héroe, va a Lemnos y trae a Filoctetes, el cual es curado por Macaón. Tras ello, Filoctetes lucha con Paris en combate singular y lo mata. Tras ello, Helena se casa con su cuñado Deífobo.
Odiseo va a Esciros, de donde trae al hijo de Aquiles, Neoptólemo, y le da la armadura de su padre. Neoptólemo mata a Eurípilo, hijo de Télefo, que había acudido en auxilio de los troyanos.
Odiseo se disfraza de mendigo y entra en Troya para espiar. Helena lo ve y lo reconoce, pero no lo delata e incluso planean juntos la captura de la ciudad. Luego Odiseo vuelve con Diomedes a Troya para robar el Paladio.
Epeo construye, por indicación de Atenea, el caballo de madera y se meten en su interior los mejores guerreros griegos. Queman el campamento y repliegan su flota en la isla de Ténedos. Creyendo que sus enemigos se han retirado, los troyanos rompen parte de sus murallas para poder meter dentro el caballo y celebrar la victoria.
El desenlace y posterior quema y saqueo de Troya se relataban en la Iliupersis. Sin embargo, varios fragmentos indican que estos acontecimientos también figuraban en la Pequeña Ilíada: se produce una batalla nocturna entre griegos y troyanos, Neoptólemo mata a Príamo, a Astianacte y a Agenor y toma como prisioneros a Andrómaca y a Eneas, Diomedes mata a Corebo, Odiseo salva a Helicaón a causa de los vínculos de hospitalidad que había adquirido con su padre Antenor y Menelao se reencuentra con Helena.

### Iliupersis
La Iliupersis se atribuye a Arctino de Mileto. Eran dos libros en hexámetros dáctilos. Su nombre significa saqueo de Ilión.
Otro autor griego del periodo Arcaico, Estesícoro, también escribió un poema sobre el saqueo de Troya y por ello algunos autores han apuntado la posibilidad de que el resumen que la Crestomatía ofrece podría ser del poema de Estesícoro.
Puesto que se atribuye al mismo autor que la Etiópida, la fecha tradicional en que se ha considerado que fue compuesto es a fines del siglo VIII a. C.
Los acontecimientos que se narraban en este poema están muy relacionados con parte del libro II de la Eneida (Virgilio), que cuenta la historia desde el punto de vista troyano con diferencias en detalles (la huida de Eneas o la identidad del asesino del bebé Astianacte).
Argumento

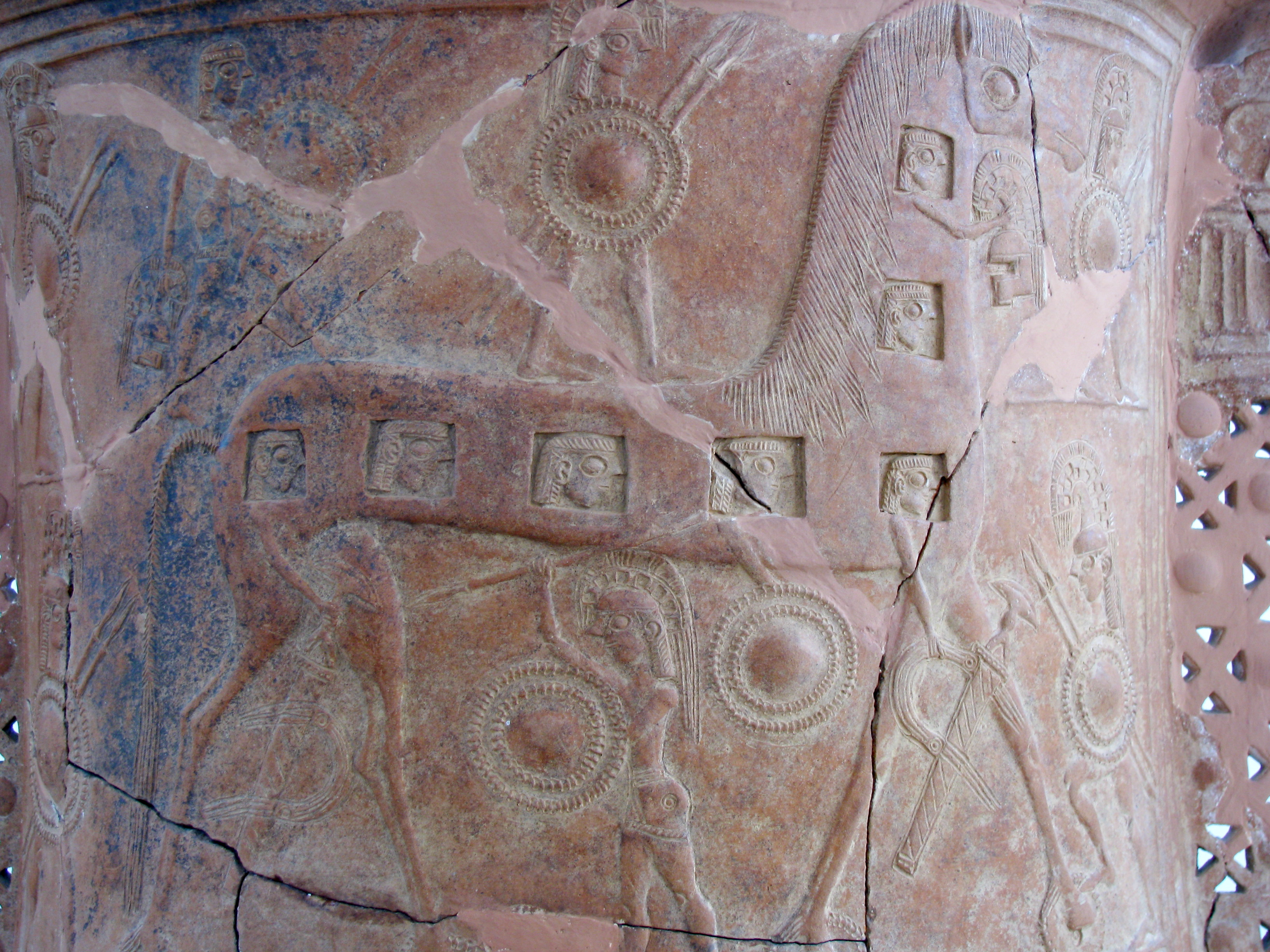
El caballo de Troya, representado en el llamado Vaso de Mikonos, hacia 670 a. C. Museo arqueológico de Miconos.

Empezaba narrando la discusión de los troyanos acerca de qué hacer con el caballo de madera.
Casandra y Laocoonte, adivinos troyanos, manifiestan su sospecha de que es una trampa y que contiene soldados en su interior, pero otros troyanos dicen que es una reliquia sagrada y que debía ser ofrecida a Atenea. Finalmente esta última opinión es la que prevalece y se celebra la aparente victoria por la creencia de que los griegos han abandonado el asedio.
Sin embargo, aparecen dos serpientes que matan a Laocoonte y a uno de sus hijos. Viendo esto, sólo Eneas y sus hombres ven claro el desenlace y dejan la ciudad.
Por la noche, los griegos salen del caballo y abren las puertas de la ciudad para que los demás griegos, que han vuelto de Ténedos, entren. Los troyanos son masacrados y se quema toda la ciudad.
En el poema también se debía hacer referencia al robo del Paladio. A diferencia de lo que se narraba en la Pequeña Ilíada, en la Iliupersis se decía que los griegos no habían robado el Paladio original sino que los troyanos habían colocado el original en un lugar seguro y que lo que habían robado era una copia.
Durante el saqueo, Neoptólemo mata al rey Príamo, que se había escondido en el altar de Zeus; Menelao mata a Deífobo y recupera a su esposa Helena; Áyax Oileo arrastra por la fuerza a Casandra, la cual se agarra a la estatua de Atenea y los dioses consideran castigarle, pero se refugia en el altar de Atenea; Odiseo mata al bebé de Héctor (Astianacte); Andrómaca es tomada como esclava por Neoptólemo; Demofonte y Acamante liberan a su abuela Etra. Finalmente, antes de partir, los aqueos hacen un sacrificio humano con la hija de Príamo, Políxena, en la tumba de Aquiles.

### Regresos (Nostoi)
Nostoi, cuyo significado es Regresos, era un poema atribuido a Agias o Augías de Trecén, o a Eumolpo. Según un pasaje de Clemente de Alejandría, Augías lo copió de otra obra del mismo tema realizada por Antímaco de Teos. Por otra parte, hay testimonios de la existencia de una obra titulada El regreso de los Atridas del que se discute si era otro poema diferente o una variante del título.
Eran cinco libros de hexámetros dáctilos.
La fecha de composición es dudosa pero en todo caso tuvo que ser posterior al 650 a. C. debido a la mención de la ciudad de Maronea, que fue fundada en la primera mitad del siglo VII a. C.
Argumento

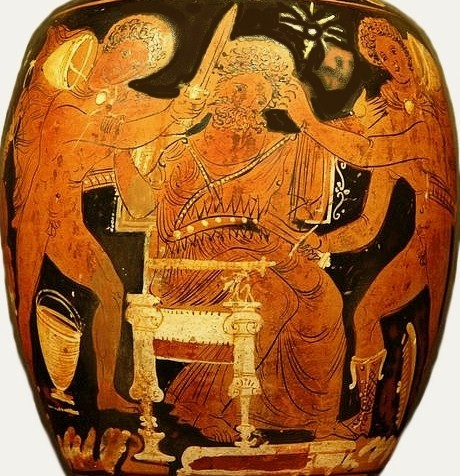
Muerte de Egisto por Orestes y Pílades. Enócoe de figuras rojas, hacia 430-400 a. C. Museo del Louvre, París.

Empezaba relatando los preparativos de los aqueos para partir de las costas troyanas, momento en que surge una disputa entre Menelao y Agamenón sobre si deben partir de regreso a sus casas de inmediato o no. Atenea está furiosa con el comportamiento de los aqueos en el saqueo. Agamenón se queda atrás para hacer un ritual para apaciguarla.
Diomedes y Néstor parten los primeros y llegan a sus casas a salvo. Menelao parte y llega a Egipto con cinco naves tras perder el resto de sus barcos. Otros van por tierra hacia Colofón, donde el adivino Calcante muere y es enterrado.
Cuando Agamenón zarpa de regreso, se le aparece el fantasma de Aquiles y le predice que será asesinado.
Después de desencadenarse una tempestad Áyax Oileo muere en las rocas Caférides (extremo sur de isla de Eubea).
Neoptólemo sigue el consejo de su abuela Tetis y regresa por tierra. En Tracia ve a Odiseo en Maronea, que ha llegado por mar. Neoptólemo llega a casa (el viejo Fénix muere en el camino) y allí le reconoce su abuelo Peleo.
Agamenón llega a Micenas y es asesinado por su mujer Clitemnestra y el amante de ésta, Egisto (primo de Agamenón). El hijo de Agamenón, Orestes, ayudado por Pílades, se venga de este asesinato.
Tras pasar algunos años, Menelao llega a su casa desde Egipto. 
El único griego vivo que aún no ha regresado es Odiseo.

### Odisea

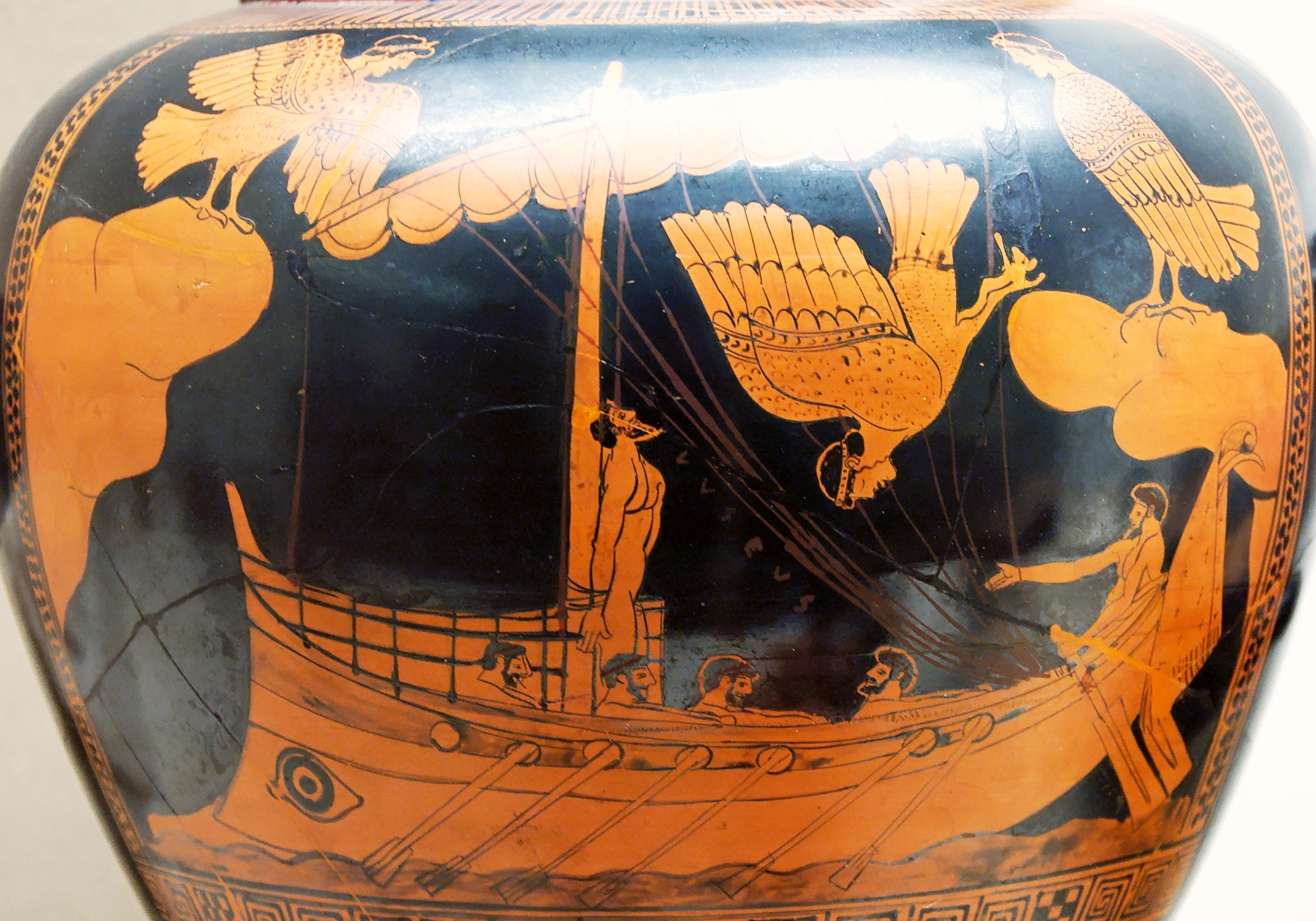
Odiseo y las sirenas, en un estamno ático de figuras rojas, hacia 480-470 a. C. Museo Británico, Londres.

La Odisea es atribuida a Homero. Se cree que fue escrita en el siglo VIII a. C. Según otros autores, la Odisea se completa en el siglo VII a. C. a partir de poemas que sólo describían partes de la obra actual. Fue originalmente escrita en lo que se ha llamado dialecto homérico. La obra consta de 24 cantos.
Comienza in medias res, lo cual significa que empieza en mitad de la historia, contando los hechos anteriores a base de recuerdos o narraciones del propio Odiseo. El poema está dividido en tres partes. En la Telemaquia (cantos del I al IV) se describe la situación de Ítaca con la ausencia de su rey, el sufrimiento de Telémaco y Penélope debido a los pretendientes, y cómo el joven emprende un viaje en busca de su padre. En el regreso de Odiseo (cantos del V al XII) Odiseo llega a la corte del rey Alcínoo y narra todas sus aventuras desde que salió de Troya. Finalmente, en la venganza de Odiseo (cantos del XIII al XXIV), se describe el regreso a la isla, el reconocimiento por alguno de sus esclavos y su hijo, y cómo Odiseo se venga de los pretendientes matándolos a todos. Tras aquello, Odiseo es reconocido por su esposa Penélope y recupera su reino. Por último, se firma la paz entre todos los itacenses.

### Telegonía
La Telegonía se atribuye a Eugamón de Cirene. Clemente de Alejandría consideraba que se trataba de un plagio realizado por este de un poema de Museo. Se cree que en realidad lo que hizo el autor de la Telegonía fue reelaborar los temas tratados en otro poema distinto denominado Tesprócida (de este poema se conserva únicamente un fragmento citado por Pausanias). También se atribuía una Telegonía a Cinetón de Esparta, pero se considera que esa atribución era un error por otro poema que tenía de título Genealogía. La Telegonía resumida por Proclo comprendía dos libros de hexámetros dáctilos.
La fecha de su composición es incierta. Cirene, ciudad de Eugamón, fue fundada en 631 a. C., pero el poema oral puede ser anterior. También Homero pudo haber conocido este poema épico: el episodio de Tesprocia y el de la lanza de Telégono parecen estar basados en el relato de la profecía de Tiresias del libro XI de la Odisea, pero también es posible que Homero usase la historia de Telégono como base para esa parte de la Odisea. Por otra parte, Eusebio de Cesarea lo ubica en la Olimpiada 53.ª, lo que situaría su composición a mediados del siglo VI a. C.
Son dos episodios distintos: viaje de Odiseo a Tesprocia e historia de Telégono. Probablemente cada uno de los dos libros relataba ambos episodios.
Argumento
Empezaba relatando hechos ocurridos tras la matanza de los pretendientes de Penélope, esposa de Odiseo. Los cadáveres son enterrados y Odiseo hace sacrificios a las Ninfas, en cuya cueva escondió el tesoro que trajo de Troya a Ítaca (Odisea, XIII). A continuación viaja a Élide a visitar a un tal Políxeno, que le da un cuenco que tiene pintada las historias de Trofonio, Agamedes y Augías.
Vuelve a Ítaca y va a Tesprocia a hacer sacrificios por consejo de Tiresias (Odisea, XI). Allí se desposa con la reina Calídice (Καλλιδίκη), que tendrá luego un hijo, Polipetes. Luego se produce una guerra entre los tesprotos contra los vecinos brigos. Entre los dioses, Ares combate a favor de los brigos y le hace frente Atenea hasta que Apolo los separa. En esa guerra muere la reina Calídice y Odiseo vuelve a Ítaca puesto que la sucesión en el trono correspondía a Polipetes.
Mientras, Circe había tenido un hijo de Odiseo, llamado Telégono (nacido lejos); ambos vivían en su isla Eea. Por consejo de Atenea, Circe le dice el nombre de su padre, le da una lanza que había hecho Hefesto y cuya punta es el aguijón de una raya venenosa y le manda en busca de Odiseo.
Una tormenta lo lleva a Ítaca, sin saber él dónde está. Comete piratería y roba ganado de Odiseo. Éste lo ve y acude. Luchan y Telégono mata a Odiseo con su lanza envenenada, cumpliendo así la profecía de Tiresias en la Odisea de que la muerte le llegaría del mar. Mientras muere Odiseo, se reconocen mutuamente y Telégono lamenta su error. Más tarde lleva el cadáver de su padre, a su hermanastro Telémaco y a su madrastra Penélope a su hogar en la isla Eea. Allí entierran a Odiseo y Circe hace a los demás inmortales. Telégono se casa con Penélope y Telémaco con Circe.